# Acromyrmex crassispinus
Acromyrmex crassispinus är en myrart som först beskrevs av Auguste-Henri Forel 1909.  Acromyrmex crassispinus ingår i släktet Acromyrmex och familjen myror. Inga underarter finns listade i Catalogue of Life.

## Bildgalleri

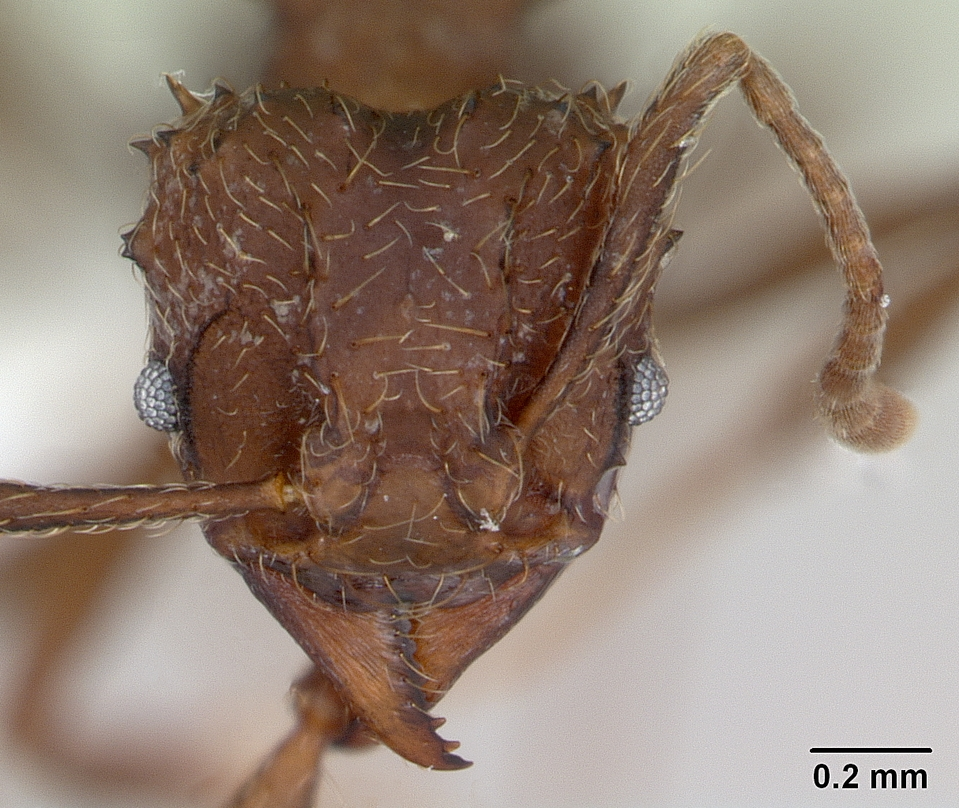
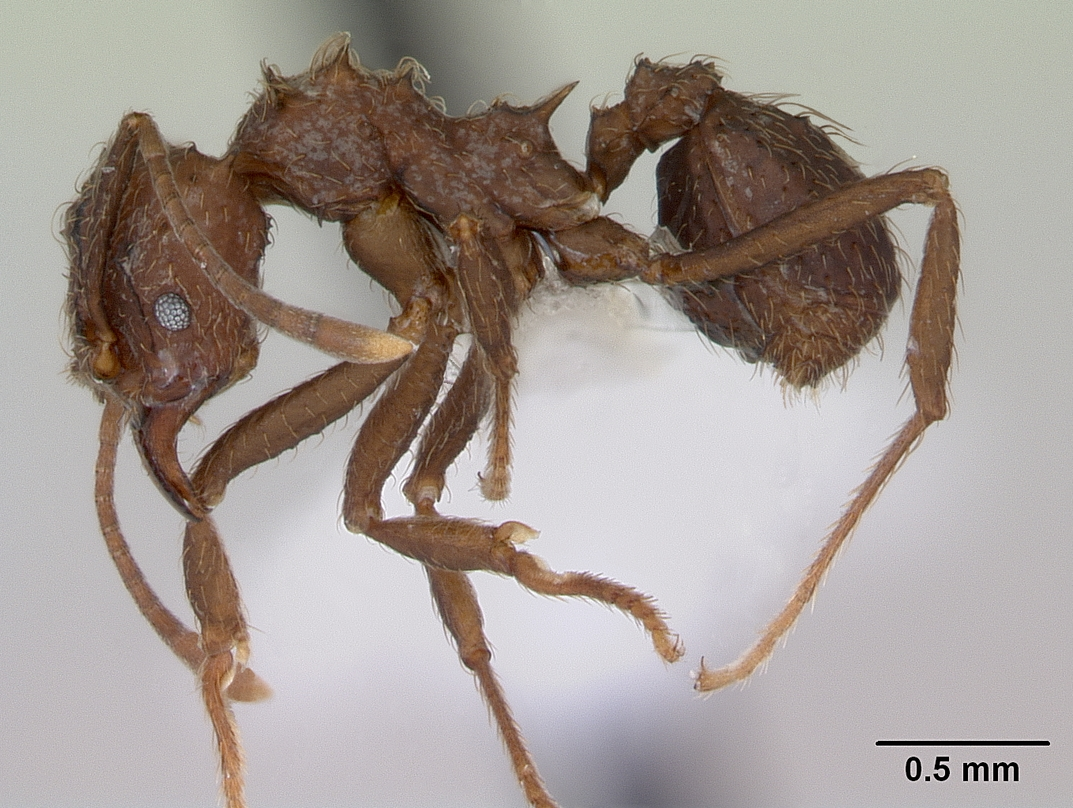